# Conus axelrodi
Conus axelrodi é uma espécie de gastrópode do gênero Conus, pertencente à família Conidae.

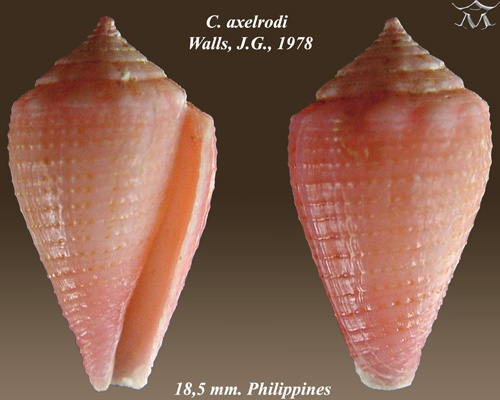